# Nino Pedretti
Giovanni Maria Pedretti, detto Nino (Santarcangelo di Romagna, 13 agosto 1923 – Rimini, 30 maggio 1981), è stato un poeta e traduttore italiano.

## Biografia
Nino Pedretti nasce a Santarcangelo il 13 agosto 1923. La madre è una maestra elementare; il padre, Luigi Renato Pedretti (1885-1973), segretario comunale, è noto localmente come poeta e scrittore (autore di oltre cinquanta pubblicazioni). Il figlio Giovanni si propone di seguirlo negli studi e nelle ricerche.
Dopo essersi diplomato presso l'Istituto per geometri di Rimini, nel 1942 viene chiamato alle armi a Trieste, da dove fugge a seguito degli avvenimenti dell’8 settembre 1943 per far rientro nella città natale e rifugiarsi poi a San Marino.  
Ripresi gli studi nel primo dopoguerra, consegue il diploma di maestro presso l'Istituto Magistrale di Forlimpopoli; è in quegli anni che dà vita, assieme ad altri giovani intellettuali santarcangiolesi, al sodalizio che diventerà noto come  E' circal de' giudéizi. 
Decide di continuare gli studi iscrivendosi alla Facoltà di lingue straniere dell'Università di Urbino, ove si laurea nel 1953 con una tesi sulla musica jazz.  
Successivamente si trasferisce in Germania. Rientra in Italia e insegna lingua inglese nei licei di Cesena e Pesaro.
Nel 1975 pubblica Al vòuşi, la sua prima raccolta di poesie in romagnolo. L'opera riscontra un immediato successo.
Muore prematuramente nel 1981, a 57 anni.
Del dialetto romagnolo, Pedretti ha lasciato questa definizione:
Sebbene Pedretti sia principalmente un letterato, l'esigenza di scrivere il dialetto santarcangiolese lo ha indotto ad affrontare l'analisi del proprio dialetto, confrontandosi anche con Friedrich Schürr, che Pedretti incontrò a Costanza. A partire da tale confronto egli definì alcuni criteri grafici che furono poi adottati da altri autori santarcangiolesi, e che trovano un fondamento obbiettivo anche negli studi più recenti.

## Opere
Poesie
- 1975 – Al vòuşi (prefazione di Alfredo Stussi), Edizioni del Girasole, Ravenna
- 1977 – Te fugh de mi paéiş (introduzione di A. Brigliadori), Forum/Quinta Generazione, Forlì
- 1977 – Gli uomini sono strade, Forum/Quinta Generazione, Forlì
- 1981 – La chèşa de témp (con uno scritto di Carlo Bo), Scheiwiller, Milano

Saggi
- 1953 – Prospettive critiche sulla poesia e musica negra d'America (tesi di laurea; relatore Piero Rebora) Urbino, Facoltà di magistero, lingue estere, anno accademico 1952/53.
- 1974 – Poesia romagnola del dopoguerra, Edizioni del Girasole, Ravenna
- 2000 – E' circal de giudéizi. Catalogo della mostra: letteratura, a cura di Manuela Ricci, Bologna, CLUEB.

Opere postume
- 1989 – Nella favola siamo tutti fantastorie, Maggioli, Rimini
- 1992 – L'astronomo, Mondadori, Milano
- 2003 – Le pepite d'oro. Poesie 1946-47 (a cura di Manuela Ricci). Raffaelli, Rimini
- 2007 – Al vousi e altre poesie in dialetto romagnolo (a cura di Manuela Ricci, con nota di Dante Isella), Einaudi, Torino.
- 2011 – Monologhi e racconti. Raffaelli, Rimini
- 2012 – Grammatiche - monologhi e racconti inediti. Raffaelli, Rimini
- 2013 – Gli uomini sono strade. Raffaelli, Rimini
- 2013 – Nino Pedretti - Poesie inedite in lingua italiana (a cura di Tiziana Mattioli), Raffaelli, Rimini.